# Оцути
О́цути (яп. 大槌町 О:цути-тё:) — посёлок в Японии, находящийся в уезде Камихей префектуры Иватэ. Площадь посёлка составляет 200,59 км², население — 11 705 человек (1 августа 2014), плотность населения — 58,35 чел./км².
11 марта 2011 года посёлок был разрушен землетрясением магнитудой 9,0. Около половины местности было затоплено цунами. 799 жителей города, включая тогдашнего мэра, погибли, ещё 608 пропали без вести. Пострадало около 10% от общей численности населения посёлка. В память о жертвах местный житель, Итару Сасаки, открыл телефон ветра, неподключённую к линии телефонную будку, которая позволяет посетителям «общаться» с умершими близкими. Она стала местной достопримечательностью, её посетило более 30000 человек.

## Географическое положение
Посёлок расположен на острове Хонсю в префектуре Иватэ региона Тохоку. С ним граничат города Тоно, Камаиси, Мияко и посёлок Ямада.

## Население
Население посёлка составляет 11 705 человек (1 августа 2014), а плотность — 58,35 чел./км². Изменение численности населения с 1980 по 2005 годы:
| 1980 | 21 292 чел. |  |
| 1985 | 20 258 чел. |  |
| 1990 | 19 074 чел. |  |
| 1995 | 18 301 чел. |  |
| 2000 | 17 480 чел. |  |
| 2005 | 16 516 чел. |  |

.

## Символика
Деревом посёлка считается Zelkova serrata, цветком — рододендрон, птицей — сизая чайка.